# Propulsore azimutale

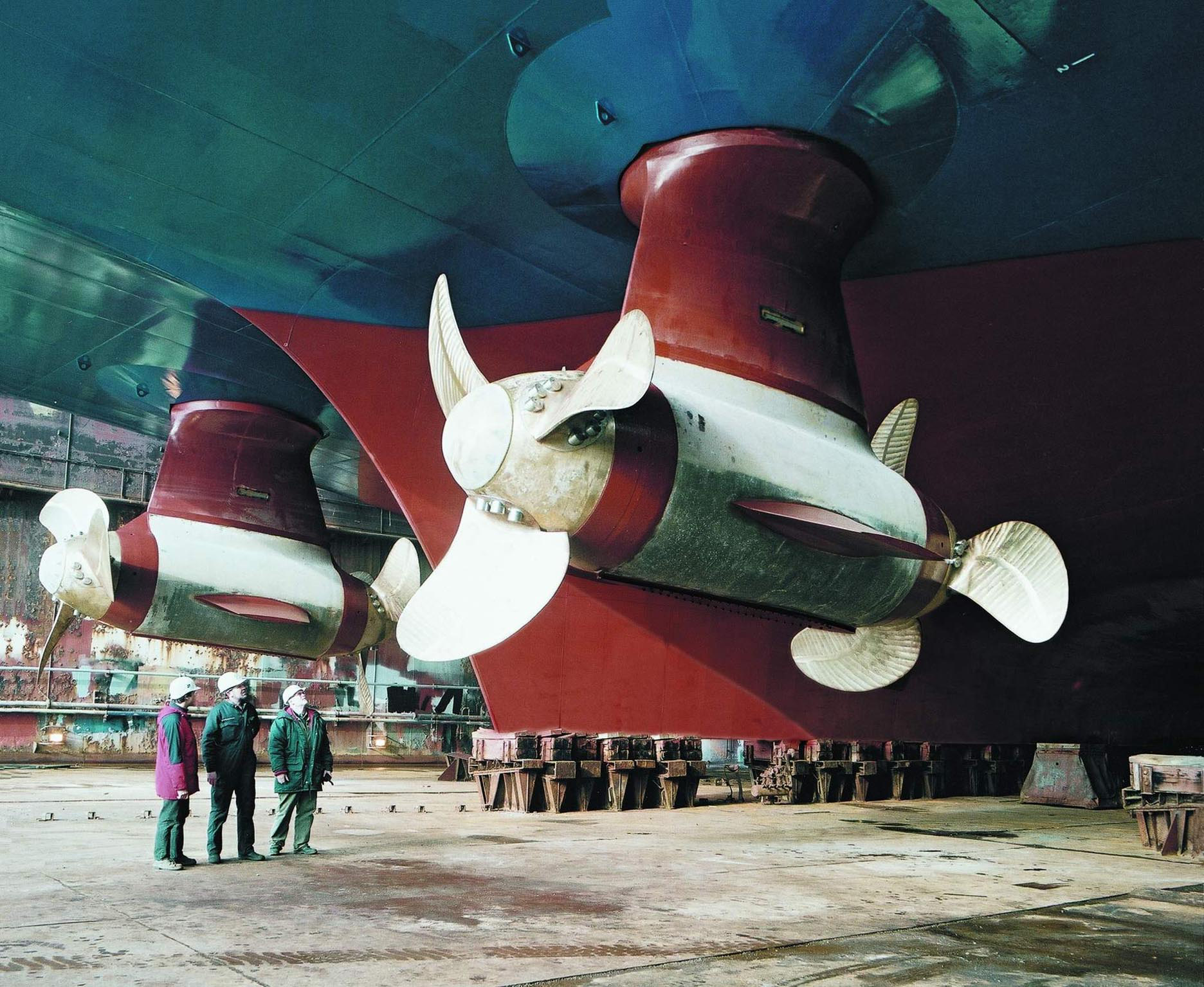
Propulsori azimutali a doppia elica Siemens Schottel

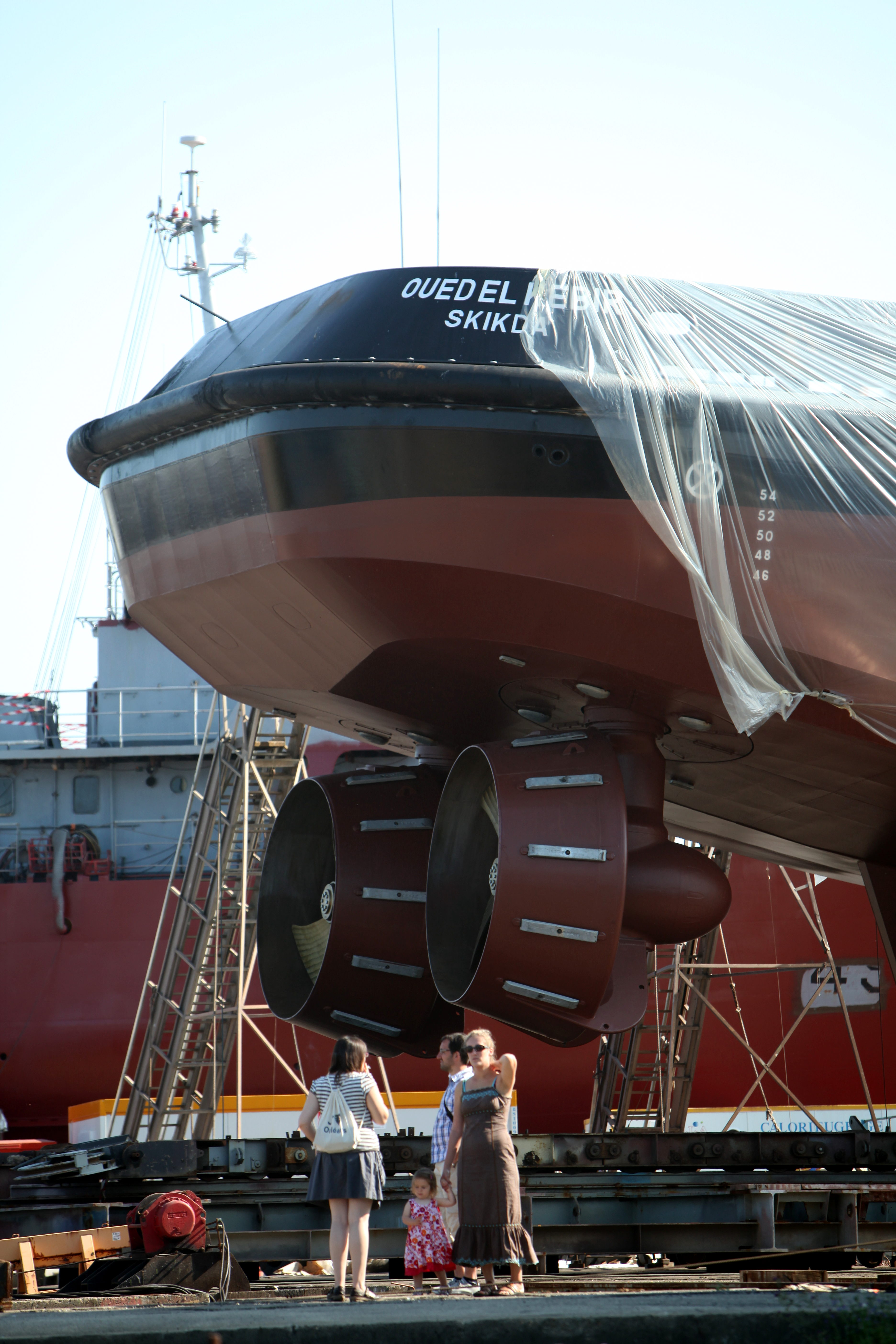
Propulsori azimutali del rimorchiatore Oued el Kebir dotati di ugelli di Kort

Un propulsore azimutale è un propulsore navale che può essere ruotato attorno ad un asse verticale (da qui il nome) e pertanto orientato in una qualsiasi direzione orizzontale, rendendo inutile la presenza del timone. La presenza di un sistema di propulsione azimutale consente una maggiore manovrabilità della nave rispetto ad un sistema di propulsione costituito da eliche fisse e da un timone. Questo tipo di propulsore viene utilizzato per tratte lunghe.

## Tipi di propulsori azimutali
Ci sono due varianti principali, in base alla posizione del motore:
- Trasmissione meccanica: Il motore si trova all'interno della nave e la trasmissione del moto al propulsore avviene mediante un sistema di ingranaggi, come nei sistemi L-Drive e Z-Drive.
- Trasmissione elettrica: Un motore elettrico è presente nello stesso propulsore, come ne sistema di propulsione Azipod. L'energia elettrica necessaria al funzionamento è prodotta da un motore a bordo, di solito Diesel o da una turbina a gas.

### Trasmissione meccanica

#### L-Drive
Nel sistema di propulsore azimutale L-Drive il motore elettrico è montato verticalmente, rimuovendo il secondo ingranaggio conico dalla trasmissione. Gli involucri del propulsore azimutale possono essere ruotati di 360 gradi, consentendo rapidi cambiamenti nella direzione di spinta ed eliminando la necessità di un timone convenzionale. Questa forma di trasmissione di potenza è chiamata L-drive perché il movimento rotatorio deve compiere una svolta ad angolo retto, che somiglia alla lettera "L". 

#### Z-Drive
Il sistema Z-Drive è un sistema di propulsione marina azimutale nel quale l'involucro che contieneil propulsore può ruotare di 360 gradi consentendo rapidi cambiamenti nella direzione di spinta e quindi nella direzione della nave, eliminando la necessità di un timone convenzionale. Il sistema viene chiamato così a causa dell'aspetto in sezione trasversale dell'albero di trasmissione meccanico o della configurazione di trasmissione utilizzata per collegare l'energia di azionamento fornita meccanicamente al dispositivo azimutale Z-Drive. Questa forma di trasmissione è chiamata Z-Drive perché il movimento rotatorio deve compiere due giri ad angolo retto, somigliante alla lettera "Z". Questa denominazione viene utilizzata per differenziare la disposizione dell'azionamento da quella del tipo L-drive.

### Trasmissione elettrica
Il sistema di propulsore azimutale elettrico denominato Azipod, prodotto dal Gruppo ABB, è privo di ingranaggi di timoneria con il motore elettrico installato in un contenitore sommerso all'esterno dello scafo. La propulsione è costituita da un'elica a passo fisso montata all'interno di un involucro orientabile ("pod") che contiene anche il motore elettrico che aziona l'elica, che nel sistema di propulsione Azipod è a passo fisso e a giri variabili.

## Vantaggi
I principali vantaggi sono la manovrabilità, l'efficienza elettrica, un migliore utilizzo dello spazio della nave e minori costi di manutenzione. Le navi con propulsori azimutali non hanno bisogno di rimorchiatori per attraccare, sebbene possano comunque richiedere rimorchiatori per manovrare in luoghi difficili.

## Storia
L'inventore inglese Francis Ronalds aveva già descritto nel 1859 quello che definiva "timone propulsore", che combinava i meccanismi di propulsione e governo di una imbarcazione in un unico apparato. L'elica era collocata in un involucro avente un profilo esterno simile a un timone e fissato a un albero verticale che consentiva al dispositivo di ruotare verticalmente intorno al proprio asse mentre la rotazione veniva trasmessa all'elica.
Il moderno propulsore azimutale che utilizza la trasmissione Z-Drive è stato inventato nel 1950 da Joseph Becker, il fondatore dell'azienda Schottel in Germania. Becker ha ricevuto nel 2004 per l'invenzione il Premio Elmer A. Sperry.
Alla fine degli anni ottanta, il Gruppo ABB ha sviluppato il propulsore Azipod con il motore situato al'interno dello stesso involucro.